# Parti animaliste
Ne doit pas être confondu avec Parti pour les animaux.
Le Parti animaliste (PA), fondé en 2016, est un parti politique animaliste français. Il se réclame comme transpartisan, déclarant pouvoir s'allier avec tout parti respectant la personne humaine ainsi que les animaux. 
Le parti se fait remarquer pour son résultat aux élections européennes de 2019, où il obtient plus de 2% des voix avec peu de moyens et de visibilité médiatique.

## Historique

### Formation
L'idée d'un parti animaliste en France se développe durant l'année 2014.
Déclaré au Journal officiel des associations le 14 mars 2016, le parti est fondé le 14 novembre 2016 par sept personnes, : Samuel Airaud (Chargé d'affaires publiques de l'association L214 éthique et animaux), Héléna Besnard, Nathalie Dehan, Isabelle Dudouet-Bercegeay, Melvin Josse (Cofondateur de l'association Convergence Animaux Politique), Douchka Markovic et Hélène Thouy. Il rejoint une dynamique internationale initiée par le Parti pour les animaux néerlandais.

### Scrutins de 2017
Le Parti animaliste se présente pour la première fois à un scrutin lors des élections législatives de 2017. Son but affiché lors de ces élections n'est pas d'obtenir des élus mais de communiquer autour de la cause animale. Pour des raisons budgétaires, il ne peut présenter qu'un nombre limité de candidats,. Plusieurs personnalités engagées dans la cause animale sont candidates : c'est notamment le cas de la journaliste Élise Desaulniers et de la pianiste Vanessa Wagner,. Les affiches du parti ne comportent ni nom, ni photo des candidats, mais présentent un chaton.
Lors des élections législatives, le Parti animaliste obtient quelque 64 000 voix, soit en moyenne 1,1 % des suffrages exprimés dans les 142 circonscriptions où il se présentait (jusqu'à 2,9 % en Haute-Corse),. Ses candidats dépassant le score de 1 % des suffrages exprimés dans 86 circonscriptions, soit plus que le seuil de 50 circonscriptions, il parvient à obtenir un financement public : au vu de ses résultats, il doit recevoir un peu plus de 90 000 euros/an pendant cinq ans. Mais ayant présenté 62 % de femmes, il doit payer des pénalités pour non-respect de la loi tendant à favoriser l'égal accès des femmes et des hommes aux mandats électoraux et fonctions électives,,.
La même année, le Parti animaliste présente une liste aux élections sénatoriales de Paris, conduite par Hélène Thouy, qui obtient 10 voix pour 0,34 % des suffrages exprimés.

### Élections européennes de 2019
Le Parti animaliste présente aux élections européennes de 2019 une liste avec à sa tête l'avocate bordelaise Hélène Thouy, cofondatrice du parti, suivie d'Eddine Ariztegui, responsable d'équipe dans le milieu associatif,. Soutenue par Brigitte Bardot, la liste compte parmi ses candidats l'écrivain et chroniqueur de télévision Henry-Jean Servat, et la veuve de l'ancien Premier ministre Michel Rocard, Sylvie Rocard.
À l'occasion de ces élections, le parti rejoint Animal Politics EU, une coalition d'une douzaine de partis animalistes européens.
Malgré la mise à disposition des électeurs d'un nombre limité de bulletins de vote, le Parti animaliste obtient 2,17 % des suffrages exprimés. Ce résultat est considéré comme une surprise par les médias,, alors que le Parti animaliste n'avait qu'une faible visibilité médiatique et peu de moyens financiers. Cependant, la tête de liste, Hélène Thouy, dénonce une « fraude massive », affirmant que de nombreux bureaux de vote ne présentaient pas les bulletins de sa liste alors que le parti avait payé pour, invoquant « environ 500 problèmes liés à leur bonne diffusion ».
Il est à noter que le Parti Animaliste a obtenu des scores significatifs dans les zones rurales, à l'inverse par exemple d'EELV. Ainsi la liste d'Hélène Thouy a-t-elle décroché 1,27% des suffrages à Paris, mais 3,97% dans le département de la Haute-Marne.

### Scrutins de 2020 et 2021
En septembre 2019, le parti répond par la négative à la proposition de David Cormand, secrétaire national d'EELV, pour des listes communes aux élections municipales de 2020.
Par la suite, le parti annonce une dizaine de listes — avec à leur tête « des personnes de toutes les sensibilités politiques » — et autant d'alliances locales, comme avec Europe Écologie Les Verts à Paris, avec La France insoumise à Angers ou à Orléans ou avec l'Union des démocrates et indépendants à Fontenay-aux-Roses.
À l'issue du scrutin, le Parti animaliste obtient ses 12 premiers élus :
| Nom                        | Ville                                                  | Liste         | Attribution                                                                             |
| -------------------------- | ------------------------------------------------------ | ------------- | --------------------------------------------------------------------------------------- |
| Emmanuelle Gabali-Bonnehon | Boulogne-Billancourt                                   | LR            |                                                                                         |
| Cécile Collet              | Fontenay-aux-Roses                                     | UDI           |                                                                                         |
| Sandra Krief               | Grenoble                                               | EÉLV          | Déléguée à la condition animale                                                         |
| Giovanni Recchia           | Melun                                                  | Divers centre |                                                                                         |
| Eddine Ariztegui           | Montpellier                                            | EÉLV - PS     | 24e adjoint, chargé du bien-être animal                                                 |
| Séverine Figuls            | Nantes                                                 | EÉLV - PS     | Déléguée à l'animal dans la ville et au parcours de la biodiversité                     |
| Grégory Moreau             | 11e arrondissement de Paris (conseil d'arrondissement) | EÉLV - PS     | 3e adjoint, chargé de l'alimentation durable, de la condition animale et de la propreté |
| Douchka Markovic           | 18e arrondissement de Paris (conseil de Paris)         | EÉLV - PS     | Déléguée à la condition animale                                                         |
| Violeta Rouba              | Rambouillet                                            |               |                                                                                         |
| Sandrine Jamar-Martine     | Saint-Denis                                            | Divers gauche |                                                                                         |
| Véroniqe Sahun             | Vitrolles                                              |               |                                                                                         |
| Sandra Afonso-Machado      | Brétigny-sur-Orge                                      |               |                                                                                         |

Aux élections régionales de l'année suivante, le Parti animaliste est présent sur deux listes, en Nouvelle-Aquitaine avec Europe Écologie Les Verts et en Île-de-France avec La France insoumise, où il obtient un élu, Guillaume Prevel.

### Scrutins de 2022

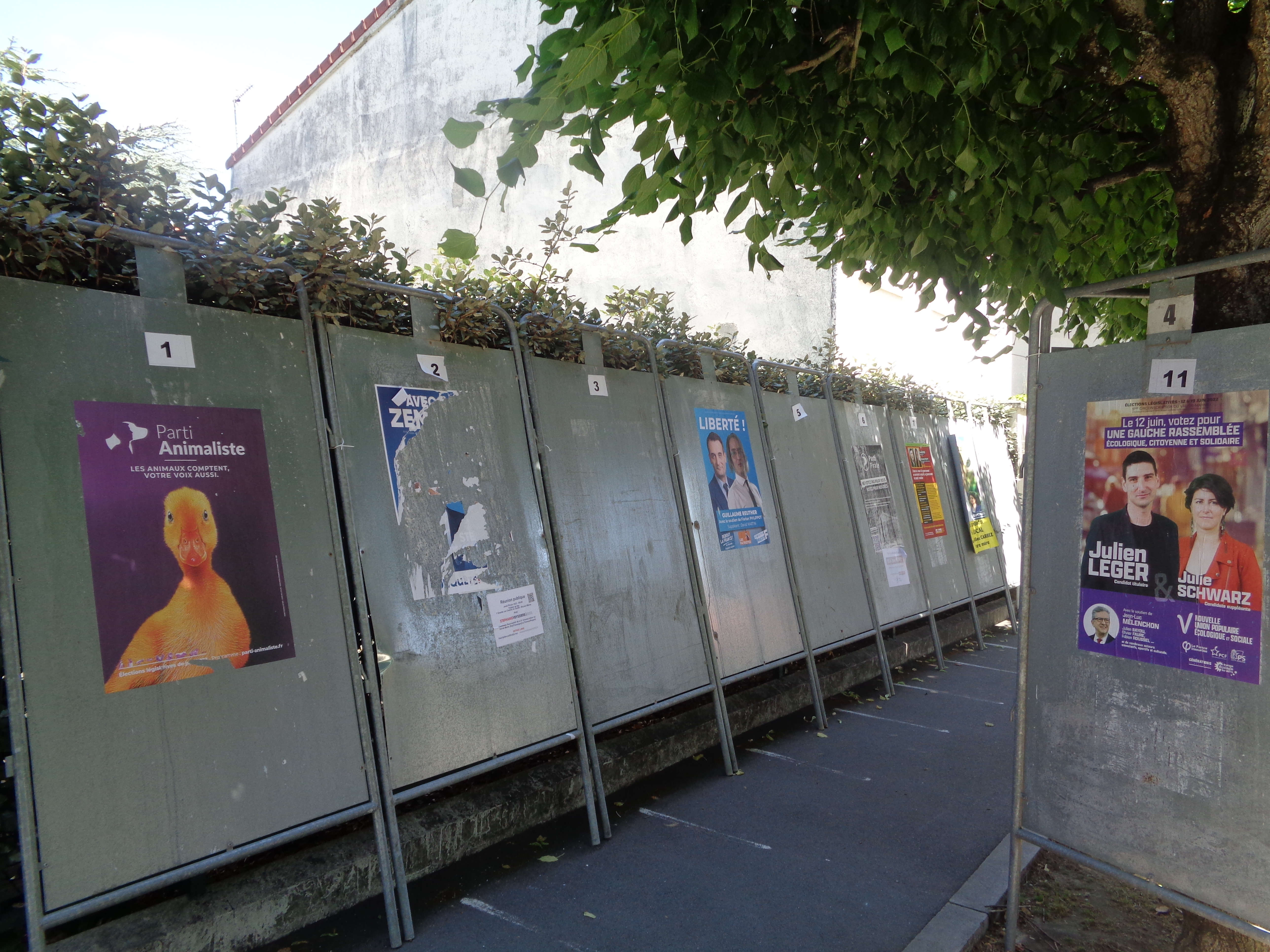
Affiche de campagne du Parti animaliste (à gauche de l'image) pour les élections législatives de 2022 dans la cinquième circonscription du Val-de-Marne.

Le Parti animaliste annonce le 1er juillet 2021 la candidature d'Hélène Thouy à l'élection présidentielle de 2022 afin « d'imposer la question [animale] dans le débat national ». Elle ne parvient pas à rassembler les 500 parrainages nécessaires à sa candidature et doit donc renoncer.
Pour les législatives, le parti présente 421 candidats au premier tour de cette élection, avec comme premier objectif non d'obtenir des sièges, mais de mettre en avant la thématique de la cause animale en France,. Ils obtiennent au total 255 251 voix, soit 1,12 % des suffrages exprimés.

### Scrutins de 2024
Le Parti animaliste présente aux élections européennes de 2024 une liste avec à sa tête Hélène Thouy.
Soutenue par l'ancienne actrice Brigitte Bardot, dont la fondation est engagée pour la cause animale ainsi que par le moine bouddhiste Matthieu Ricard et l'humoriste Greg Guillotin, Ils obtiennent 495 866 voix, soit 2,00 % des suffrages exprimés, un score proche de celui obtenu lors des précédentes élections européennes où la formation avait alors suscité une certaine surprise en récoltant 2,17 % des suffrages.
Le résultat des élections européennes de 2024 reste en deçà de l’objectif initial de 5%, qui aurait permis au Parti animaliste d’obtenir ses premiers eurodéputés. Avec moins de 3% des voix, le parti n'obtient pas non plus le remboursement de sa campagne. 
Après la dissolution de l'Assemblée nationale par Emmanuel Macron à la suite des résultats historiques de l'extrême-droite aux européennes, le Parti animaliste, sans soutenir par exemple le NFP, a déclaré ne pas présenter de candidats aux élections législatives pour des raisons financières.

## Causes et objectifs
L'idéologie du Parti animaliste est centrée sur les droits des animaux. Cette caractéristique « monothématique » conduit le parti à refuser de s'allier durablement avec d'autres formations politiques. Il se réclame transpartisan de façon que la cause animale dépasse les clivages politiques et cherche à équilibrer ses alliances locales entre droite et gauche.
Les mesures qu'il défend sont notamment l'abolition de la corrida, de la pêche industrielle, de la chasse et des combats de coqs, l'interdiction de la détention d’animaux dans les cirques et autres spectacles ou bien l'établissement d'une « charte des droits des animaux ». Il vise notamment la création d'un ministère ou d'un secrétariat voué à la cause animale, à la lutte contre la maltraitance et contre l'expérimentation animale. Il souhaitait, en 2016, réduire de 25 % la consommation de produits d'origine animale dans l'alimentation à l'horizon 2025.
Le parti milite aussi pour l'amélioration des conditions d'élevage en interdisant la production de fourrure, le gavage (notamment des palmipèdes), la castration, l'écornage, l'amputation de la queue, l'épointage du bec, le déplumage à vif, le broyage des poussins, etc. Le parti souhaite également la suppression des élevages en cage et la prise en charge de l'endettement des éleveurs qui renonceraient à l'exploitation animale et se tourneraient vers des productions végétales. Son programme prévoit également la mise en place d'un étiquetage obligatoire visant à informer les consommateurs des coûts environnementaux, sociaux et éthiques des produits qu'ils choisissent,.

## Direction
Il est dirigé par un bureau actuellement composé de cinq personnes : Béatrice Canel-Dépitre, Douchka Markovic, Eddine Ariztegui, Jérôme Dumarty et Sandra Krief.

## Soutiens et adhérents
Le Parti animaliste revendique 1 000 adhérents en avril 2017 et 4 000 cinq ans après sa création.
La philosophe Corine Pelluchon et la comédienne Christine Berrou lui apportent en 2017 leur soutien. La même année, le journaliste Aymeric Caron demande sans succès à Jean-Luc Mélenchon et Benoît Hamon de donner au Parti animaliste deux sièges à l'Assemblée nationale. Aux élections européennes de 2019, l’ancienne actrice et militante de la cause animale Brigitte Bardot appelle à voter pour le parti, après avoir un temps laissé croire qu'elle figurerait sur sa liste.
L'organisation de jeunesse du parti, le Campus animaliste, est fondée en 2022.
Si aucune enquête n'a établi de corrélation entre le vote animaliste et les revenus, un comparatif des résultats montre que le parti obtient en moyenne des résultats au-dessus de son score national dans des communes parmi les plus pauvres de France (Denain, Maubeuge, Hautmont...) et, inversement, des résultats inférieurs dans les villes les plus riches (Neuilly-sur-Seine, Marnes-la-Coquette, le VIIe arrondissement de Paris...).

## Résultats électoraux

### Élections législatives
| Année | Premier tour | Premier tour | Sièges  |
| Année | Voix         | %            | Sièges  |
| ----- | ------------ | ------------ | ------- |
| 2017  | 63 637       | 0,28         | 0 / 577 |
| 2022  | 255 251      | 1,12         | 0 / 577 |

### Élections européennes
| Année | Voix    | %    | Tête de liste | Rang | Sièges |
| ----- | ------- | ---- | ------------- | ---- | ------ |
| 2019  | 490 074 | 2,16 | Hélène Thouy  | 11e  | 0 / 79 |
| 2024  | 495 866 | 2,00 | Hélène Thouy  | 10e  | 0 / 81 |